# Famille Daniélou
La famille Daniélou est une famille d'origine bretonne, issue du mariage de Charles Daniélou et de Madeleine Clamorgan.
Charles Daniélou, (13 juillet 1878, Douarnenez - 30 décembre 1953, Neuilly-sur-Seine), est un homme politique, poète et romancier français. Il est le fils d'Eugène Lucien Napoléon Daniélou (25 septembre 1834  à Douarnenez, 1897 à Douarnenez), négociant en vins qui avait épousé en 1880 Marie Rose Poulouin.
Il épouse en 1904 Madeleine Clamorgan (1880-1956), fondatrice d'un groupe d'écoles privées pour les jeunes filles, et d'une société de vie apostolique féminine : la communauté apostolique Saint-François-Xavier.
De cette union, naissent six enfants :
- Charles Daniélou épouse Madeleine Clamorgan.
  - Jean Daniélou, théologien et cardinal (1905-1974) ;
  - Alain Daniélou, indianiste et musicologue (1907-1994) ;
  - Catherine Geneviève Jeanne Marie Daniélou (27 octobre 1909 à Neuilly-sur-Seine - 9 octobre 1992 à Paris[2]), membre du cabinet du général de Gaulle, épouse à Locronan le 3 août 1929 Georges Izard (1903-1973), avocat, homme politique et journaliste. De cette union, naissent quatre enfants[3].
    - Michelle Izard épouse Gilbert Monnier, ingénieur de l'Ecole centrale de Paris (promotion 1949). De cette union naît une fille[4].
      - Emmanuelle Monnier épouse Hervé de Boysson. Ils ont quatre enfants[4].

    - Madeleine Izard (1931-1982[5]) épouse en 1952 Alexandre Vuillemin (Zemboulatov). De cette union naissent deux enfants Katia (1953-2019) et Serge (1956). Après son divorce, elle épouse en secondes noces Christoph von Malaisé. De cette union naissent trois enfants.
    - Marie-Claire Izard
    - Christophe Izard (1937-2022), producteur de télévision et créateur du personnage de Casimir[6].

  - François Daniélou (1912-1957) épouse  Odette Palfrène. Le couple divorcera. De cette union, naissent deux enfants[3] :
    - Sophie (1936) épouse Claude Bassouls, et deviendra Sophie Bassouls, « la photographe des écrivains »[7]. Ils ont deux enfants[4].
    - Caroline (1940) épouse X. Thierry[8].

  - Louis Daniélou (1912-1942) épouse Claude Lassadrie. Français libre durant la Seconde Guerre mondiale, il trouve la mort au-dessus de Gibraltar au cours d'une mission confiée par le général de Gaulle. Ils ont eu un seul enfant[3] :
    - Philippe Daniélou épouse Nicole Lauret, ils ont 2 enfants.
      - Jean Charles Daniélou épouse Marie-Louise Le Gall, ils ont trois enfants. Il épouse en secondes noces Veronique Devroc, ils ont deux enfants.
      - Laurence Daniélou épouse Pierre Henri-Lefebvre.

  - Marie Daniélou épouse Jean Hainglaise (1907-1975), membre de l'équipe de France de ski à l'époque d’Émile Allais. De cette union, naissent quatre enfants[3] :
    - Isabelle épouse Hervé Monbureau.
      - Tristan Monbureau épouse Laura Wunderlich.
        - Faidh-Mara Monbureau
        - Leah Monbureau

    - Gildas épouse Dany Riegert
    - Sylvestre épouse Véronique Alleau
    - Joël épouse Françoise Chabrier de la Saulnière.

## Pour approfondir